# Miogypsinoides
Miogypsinoides es un género de foraminífero bentónico de la familia Miogypsinidae, de la superfamilia Rotalioidea, del suborden Rotaliina y del orden Rotaliida. Su especie tipo es Miogypsina dehaartii. Su rango cronoestratigráfico abarca desde el Oligoceno medio hasta el Mioceno inferior.

## Clasificación
Miogypsinoides incluye a las siguientes especies:
- Miogypsinoides bantamensis †
- Miogypsinoides bermudezi †
- Miogypsinoides borodinensis †
- Miogypsinoides complanatus †
- Miogypsinoides formosensis †
- Miogypsinoides dehaartii †
  - Miogypsinoides dehaartii cupulaeformis †
  - Miogypsinoides dehaartii var. formosensis †
  - Miogypsinoides dehaartii var. nitidula †
- Miogypsinoides formosensis †
- Miogypsinoides grandipustula †
- Miogypsinoides indica †
- Miogypsinoides lateralis †
- Miogypsinoides nardaghiensis †
- Miogypsinoides nigeriana †
- Miogypsinoides pustulosa †
- Miogypsinoides saipanensis †
- Miogypsinoides siahkuhensis †

En Miogypsinoides se ha considerado el siguiente subgénero:
- Miogypsinoides (Conomiogypsinoides), también considerado como género Conomiogypsinoides